# Lene Aanes
Lene Aanes (Narvik, 18 de julio de 1976) es una deportista noruega que compitió en lucha libre. Ganó seis medallas en el Campeonato Mundial de Lucha entre los años 1995 y 2005, y seis medallas en el Campeonato Europeo de Lucha entre los años 1996 y 2003.

## Palmarés internacional
| Campeonato Mundial | Campeonato Mundial      | Campeonato Mundial | Campeonato Mundial |
| Año                | Lugar                   | Medalla            | Categoría          |
| ------------------ | ----------------------- | ------------------ | ------------------ |
| 1995               | Moscú (Rusia)           | Medalla de plata   | 57 kg              |
| 1996               | Sofía (Bulgaria)        | Medalla de bronce  | 57 kg              |
| 1998               | Poznań (Polonia)        | Medalla de plata   | 62 kg              |
| 2001               | Sofía (Bulgaria)        | Medalla de bronce  | 62 kg              |
| 2002               | Calcis (Grecia)         | Medalla de bronce  | 63 kg              |
| 2005               | Budapest (Hungría)      | Medalla de bronce  | 59 kg              |
| Campeonato Europeo |                         |                    |                    |
| Año                | Lugar                   | Medalla            | Categoría          |
| 1996               | Oslo (Noruega)          | Medalla de plata   | 57 kg              |
| 1997               | Varsovia (Polonia)      | Medalla de plata   | 56 kg              |
| 1998               | Bratislava (Eslovaquia) | Medalla de bronce  | 62 kg              |
| 2001               | Budapest (Hungría)      | Medalla de bronce  | 62 kg              |
| 2002               | Seinäjoki (Finlandia)   | Medalla de plata   | 63 kg              |
| 2003               | Riga (Letonia)          | Medalla de oro     | 63 kg              |